# Dave Potter
David "Dave" Potter (Hovingham (Yorkshire), 27 juli 1950 - Chester (Cheshire), 18 september 1981) was een Brits motorcoureur.
Dave Potter was een typische vertegenwoordiger van het "Continental Circus", de groep coureurs die vooral lang internationale racecircuits reden, maar lang niet altijd uitkwamen in het wereldkampioenschap wegrace. 

## Carrière
Potter begon in 1969 te racen met zijn toen al sterk verouderde BSA Gold Star. Die haalde hij uit elkaar, gooide de onderdelen in een auto en reed naar Londen, waar hij in dienst trad bij Paul Dunstall. Door veel overuren te maken kon hij een Dunstall-Norton racer kopen en hij spaarde steeds door om speciale Dunstall-onderdelen te monteren die zijn machine steeds beter maakten. Daarmee begon hij nationale races te winnen. Hij won de Lord of Lydden Crown, maar startte met een eendags-licentie in de internationale Hutchinson 100. Daar crashte Charlie Sanby, die voor de Londense motorhandelaar en oud-racer Gus Kuhn reed. Kuhn zocht een vervanger en nam Dave Potter in dienst. In 1972 werd hij Brits 750cc-kampioen met een Kuhn-Norton Commando.
Toen de Norton Commando niet meer competitief was kocht hij een Suzuki RG 500, maar samen met Gary Green kwam hij met een BMW uit in langeafstandsraces zoals de Bol d'Or en de 24 uur van Montjuïc. Met een BMW R 90 S werden ze tweede in de 24 uur van 24 uur van Le Mans. 
In 1974 reed Potter met de 500cc-Crescent, eigenlijk een buitenboordmotor die was omgebouwd voor racemotoren, maar het werd geen succes. Hij startte ermee in de Senior TT, maar de motor viel uit. Dat deed hij bijna altijd, ook in veel kortere races. Potter dacht eraan zijn carrière te beëindigen toen hij hoorde dat Barry Ditchburn het team van Ted Broad verliet om naar Kawasaki te gaan.
Bij Ted Broad kreeg hij Yamaha TZ 500-racers, maar ook een Yamaha TZ 700 en later een TZ 750 waarmee hij in het Motor Cycle News Superbike Championship uitkwam.
Intussen reed Potter vooral in Britse races, hoewel de Isle of Man TT een eenmalige ervaring bleef. Af en toe ging hij naar het buitenland, zoals demonstratieraces in Sugo (Japan) en Formule 750-races. In 1975 won hij een manche in Mettet.
In 1978 reed hij in de Formule 750 op Brands Hatch in de tweede manche een geweldige inhaalrace, die hem de tweede plaats opleverde.
Zijn beste prestatie in het wereldkampioenschap was een zesde plaats in de TT van Assen van 1981. 

## Overlijden

Oulton Park

Op 31 augustus 1981 startte Dave Potter in het British Superbike Championship op Oulton Park. In de "Cascades"-bocht crashte hij en hij werd naar het ziekenhuis van Chester gebracht. Hij lag in coma en kwam niet meer bij kennis tot hij op 18 september overleed.
Dave Potter was getrouwd met Sue. 